# Isostictidae
Famille
Les Isostictidae sont une famille d'insectes de l'ordre des odonates, du sous-ordre des zygoptères (demoiselles). Il s'agit d'espèces de taille moyenne, entre 15-40 mm, qui se rencontrent en Australie, Nouvelle-Calédonie et en Nouvelle-Guinée. Les espèces de ce groupe ressemblent à celles de la famille des Protoneuridae. 

## Habitat
Les Isostictidae fréquentent les ruisseaux, les rivières et les réservoirs. On retrouve les naïades (larves) dans la végétation submergée, dans les racines des arbres bordant les cours d'eau ou dans des substrats organiques. 

## Liste des genres
Selon BioLib (14 décembre 2020) :
- Austrosticta Tillyard, 1908
- Cnemisticta Donnely, 1993
- Eurysticta Watson, 1969
- Isosticta Selys, 1885
- Labidiosticta Watson, 1991
- Lithosticta Watson, 1991
- Neosticta Tillyard, 1913
- Oristicta Tillyard, 1913
- Rhadinosticta Watson, 1991
- Selysioneura Förster, 1900
- Tanymecosticta Lieftinck, 1935
- Titanosticta Donnely, 1993